# Els darrers búfals
Els darrers búfals, el títol original del qual en anglès és The Last of the Buffalo, és un paisatge d'Albert Bierstadt, realitzat en oli sobre llenç l'any 1888. Albert Bierstadt es considera un artista pertanyent a l'anonenada Rocky Mountain School, una branca de l'Escola del Riu Hudson.

## Introducció
A l'Exposició Universal de Filadèlfia de l'any 1876 es va constatar que els gustos artístics estaven canviant, i que el realisme i l'Escola de Barbizon influirien en l'estètica nord-americana. A l'Exposició Universal de París de l'any 1889, The Last of the Buffalo va ésser-ne exclòs, la qual cosa va significar el declivi de la carrera artística d'Albert Bierstadt. El comité seleccionador va excloure aquest llenç, no pas per la seva faldedat -que la tenia- sinó adduint que era una obra massa gran, i que no representava l'Art contemporani dels Estats Units de l'època.

## Tema de l'obra
Aquest llenç pot ser considerat com una reflexió melancòlica sobre el desenvolupament de l'Oest dels Estats Units. Els ramats de bisons americans havien minvat dramàticament, degut a la cacera abusiva, fins gairebé la seva extinció. Quan aquest llenç fa ser exhibit, la preocupació de molts ciutadans ja havia endegat campanyes per a protegir aquests animals. A més, els indígenes de l'oest dels Estats Units havien estat forçats a anar a reserves. Albert Bierstadt, en aquest llenç, ofereix una versió idealitzada d'una Nord-amèrica que ja no existía, i de la imminent extinció de l'Estètica del Sublim Nord-Americà.

## Anàlisi de l'obra
Pintura a l'oli sobre llenç; 180,3 x 301,63 cm.; any 1888; Signat al cantó inferior dret: Albert Bierstadt
Els darrers búfals és el darrer llenç de mida gran d'Albert Bierstadt. Aquesta ambiciosa pintura combina una gran varietat d'elements que l'artista havia esbossat durant les seves expedicions a l'Oest. En primer pla, en un prat sec, hi ha representats els bisons morts o ferits, mentre els vius creuen un ample riu en segon pla. Altres pasturen en la llunyania, on el paisatge esdevé praderies, turons, meses, i pics nevats. Així mateix, el fèrtil paisatge nodreix una profusió de fauna salvatge, incloent-hi uapitís, coiots, antílops americans, guineus, conills de Florida i un gosset de les praderies a la part inferior esquerra. Molts d'aquests animals es giren per mirar el grup format per un indígena a cavall, carregant contra un bison. En contrast amb l'acurada representació de la fauna i del paisatge, la imatge d'aquesta confrontació i del rerefons de ramats és un mer invent romàntic, i no pas una precisa representació de la vida a les Grans Planes en aquell moment.

## Procedència
- Col·lecció de l'artista, New York City;
- adquirit per Edward Bierstadt, New York City, by 1908; (American Art Association, 1908);
- comprat per D.G. Reid, New York;
- adquirit per Mary Stewart Bierstadt [Mrs. Albert Bierstadt], New York City, by February 1909;
- adquirit el 19 d'abril de 1909 pel Corcoran Gallery of Art, Washington;
- adquirit l'any 2014 per la National Gallery of Art.